# 陳迪吉
陳迪吉（?—?），江西省新建縣人，清朝政治人物、進士出身。
光緒三十年，會試第16名；殿試登進士三甲第99名，后分發為知縣。